# كزبرة البئر (لوحة)

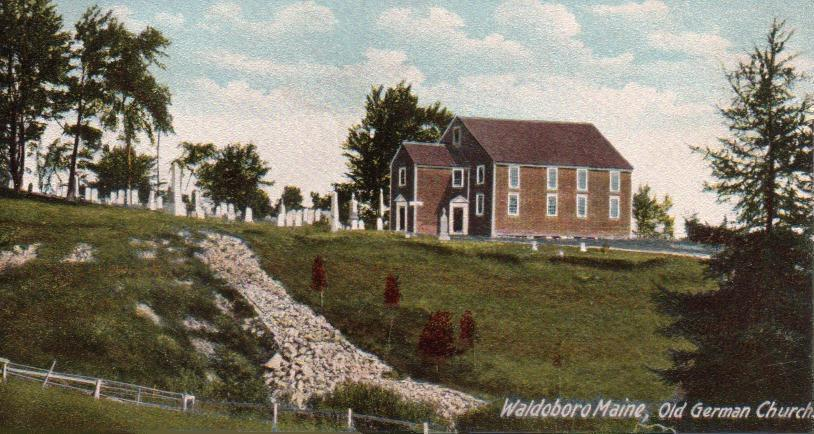
الكنيسة الألمانية القديمة والمقبرة

كزبرة البئر هي لوحة للفنان الأمريكي أندرو وايث
رسمها عام 1974. يصور عروسًا شابة تجلس بمفردها في دار الاجتماعات الألمانية القديمة في والدوبورو بولاية مين.

## إنشاء
هناك قصص مختلفة حول كيفية رسم كزبرة البئر. إحدى هذه الروايات من فيكتوريا حفيدة أندرو ويث، التي تروى في محاضرة عام 1997. «كان آندي ودودًا للغاية، خاصةً مع الشابات الجذابات». كان وايث يبحث عن مشروع جديد وحدث في الكنيسة اللوثرية الألمانية في والدبور. في الداخل التقى بشابة بدأ الحديث معها واكتشف أنها كانت حزينة على وفاة والدها. وفقًا لفيكتوريا، رسمها وايث هناك، ولكن خلال هذه العملية، أصبحت الفتاة الصغيرة عروسًا ألمانية مع وجه امرأة أخرى ترتدي ملابس الزفاف التقليدية.
قد يبدو هذا التوجه معقولًا باستثناء حقيقة أن المصادر الأخرى ودراسات وايث الخاصة للكنيسة من الداخل والموضوع تكشف عن استخدام نماذج مختلفة، وقد جرى تقديم الأشكال المصاحبة ثم التخلص منها، ويقدم مؤرخو غرف الاجتماعات وكتّاب السيرة الذاتية في وايث اتجاهًا مختلفًا ووقتًا مختلفًا، إطارًا للرسم. على وجه الخصوص، وفقًا لكاتب سيرة وايث تيموثي جبه ستاندرينغ، أشير إلى أربعة نماذج أخرى في اللوحة (كزبرة البئر). يكشف هذا عن عملية الدراسة التحضيرية من خلال الرسومات التخطيطية التي أنتجها وايث للوصول إلى لوحة تمبرا نهائية. في كتابه، أندرو وايث: حياة سرية، يعترف المؤلف ريتشارد ميريمان بأن الدافع وراء كزبرة البئر نشأ على شكل فرشاة مائية جافة بعنوان تاج الزهور، في شادر فورد، بنسلفانيا حيث يقع مسقط رأس وايث. كان نموذج موضوعها هيلجا تستورف. عند الانتهاء، أخذ وايث اللوحة المائية معه إلى مين، معتقدًا أن الفكرة يمكن أن تقدم عملاً أكبر. في أثناء وجوده هناك، صادف وايث كنيسة ألمانية قديمة في والدوبورو بولاية مين وتصور عروسًا بمفردها في المقدمة ترتدي تاجًا من الزهور.
في نسخة أولية من (كزبرة البئر)، يكون هناك رجل نبيل اسمه رالف كلاين على غرار والد العروس، وكلين ابنة العروس. كان كلاين أيضًا نموذجًا للوحة وايث باتريوت. في عملية التطوير، أزال وايث الأشكال الدخيلة واستخدم نموذجًا فريدًا اسمه شيرلي مرسلا. في النهاية، ذهب وايث مع إيلين بينر، وهي أيضًا فتاة من والدوبورو، يصفها ميريمان بأنها: « شبيهة هيلجا». كانت بينر أيضًا نموذجًا للوحة دراملينز.
لم يكن كذلك حتى عاد وايث إلى شادو فورد في خريف عام  1974 مع تاج الزهور وكزبرة البئر المنتهية إذ أظهرهما لزوجته بيتسي، التي حملت عنوان جميع أعمال ويث. قالت حفيدة فيكتوريا: «إنه لأمر جيد، عندما سألت آندي، قدم لي أسبابًا سخيفة للألقاب». نظرًا إلى عدم اكتشاف الجدل حول نموذج هيلجا تيستورف السري لوايث حتى عام 1985، تنص بطاقة كتالوج رولوديكس المطبوعة من قبل بيتسي أولاً على نموذج تاج الزهور كفتاة تدعى ذذ. في وقت لاحق، ومع ذلك، ادعى وايث أنه لم تكن كونولي ولكن نموذجًا آخر اسمه ماري كاهرو. يقصُّ ميريمان كيف يخبر وايث بيتسي قصة خيالية عن كيفية وصوله إلى حفل زفاف في نيو إنغلاند ميتينغ هاوس حيث تسلل بعيدًا إلى دور علوي للجوقة ورسم تاج الزهور. وكتب ميريمان: «كلما زاد عدد النماذج التي استخدمها وايث، ارتبكت بيتسي أكثر». مُسح من بطاقة الفهرس الخاصة بتاج الزهور اسم «كونولي» ووضع بدلًا عنها «كهري». في الجزء السفلي من البطاقة كتبت بيتسي بالقلم: «فيرسو - قلم رصاص رأس العروس» يشير سهم إلى الصياغة المكتوبة: «(نموذج إيلين (الخيال العلمي) بينر النهائي لتمبرا)».
لا يزال جان لورانس، سكرتير مساعد السيدات في الجمعية الألمانية البروتستانتية ورئيس الجمعية التاريخية في والدوبورو بولاية مين، يعقد جولات إرشادية لبيت الاجتماعات ويخبرنا عن تفاصيل اللوحة وأحد نماذجها. كانت لورانس معلمة مدرسة إيلين بينر، النموذج الأخير لمادينير، كتبت بنير ذات مرة إلى لورانس وأخبرتها عن لقاء وايث في عام 1974 في أثناء ركوب دراجتها. تتذكر بينر، «قادني أندرو بسيارته ستونز ببركات» (سيارة مشهورة بين المشاهير). في وقت ما بعد المرور بالسيارة، ظهر وايث عند الباب الأمامي بينر وسأل عما إذا كانت ستقف بجانبه. بعد مناقشة عائلية، وافقت بينر. ثم جلست عند وايث في منزل الاجتماع لمدة شهر تقريبًا، ثم لبضعة أيام بعد ذلك في الاستوديو الخاص به في كوشينغ، مين. تذكر بينر أنها لم ترتد تاجًا من الزهور أبدًا. الفستان الذي ارتدته كان يخص وايث. في عام
2013، عرض فني في متحف فارنسورث للفنون في روكلاند بولاية مين سلسلة من الرسومات التخطيطية لأعمال مختارة من فنون وايث: تشامبرد نوتيلوس، أون ذا إيدج، ميدنهاير. كشف العرض بشكل خاص عن عملية الإقصاء التي اختارها وايث؛ في ذلك، رسم وايث سابقًا لوحتين مائيتين للكنيسة من الداخل مع عدة شخصيات بالإضافة إلى العذراء.
لا تزل اللوحة في مجموعة أندرو وبيتسي ويث.

## الاستجابة والتحليل
في مقال لمجلة مراجعة أيوا، تصف الكاتبة لوري جبه موراي اللوحة: «يبدو أن العروس في كزبرة البئر تنتظر خطيبها، المرتبطين بالمعتقدات الدينية والتقاليد. لا يوجد أي تلميح للاحتفال في الكنيسة باستثناء إكليل الزهور والسراخس على رأس العروس». بالخطأ، سرخس كزبرة البئر نادر في ولاية مين ولا يوجد إلا في المناطق الشمالية البعيدة من الولاية ولا يزهر. من غير المعروف أين خطر لبيتسي وايث لقب كزبرة البئر.
تقارن الناقدة الفنية، بريتا كونو، اللوحة النهائية كزبرة البئر بمخططات وايث السابقة: «ينعكس هذا النهج الهندسي الصارخ في اللوحة النهائية، إذ يبدو الانكماش في الفضاء أكثر أهمية من الشكل، وهندسة العمارة أكثر أهمية من الطبيعة. خارج النافذة. وبطريقة ما، فإن الحركة الموقوفة وضيق لوحات ويث تبدو متعارضة تمامًا مع حيوية وحرية ألوانه المائية ورسوماته، ولكن من الواضح أنه كان بحاجة إلى العمل من خلال إحداها للوصول إلى الأخرى.»
أقام متحف فارنسورث للفنون دروسًا خاصة في الكتابة للطلاب لإنشاء قصصهم الخاصة المتعلقة برسومات ويث من خلال الجولات المصحوبة بمرشدين والمحاضرين التاريخيين.